# Водяков, Артём Павлович
Артём Павлович Водяко́в (род. 23 июля 1991, Балаково, Саратовская область) — российский спидвейный гонщик.  Победитель и призёр ряда юниорских российских первенств, бронзовый призёр личного чемпионата Европы среди юниоров, серебряный и бронзовый призёр взрослого чемпионата России.

## Клубная карьера
Воспитанник балаковской школы спидвея, считавшийся одним из наиболее перспективных юниоров своего возраста. В 2005-2008 гг. выигрывал чемпионат России среди юношей, юниоров до 19 лет, юниоров до 21 года в командном зачёте, становился призёром личного первенства юниоров до 21 года. В 2007-2008 гг. становился лучшим юниором «Турбины» по СРЗ и призёром КЧР.
В 2008 году, в возрасте 16 лет попал в ДТП, врезавшись в столб на «Мерседесе» .
В 2008 году завоевал европейскую медаль, став третьим в личном чемпионате Европы среди юниоров, став при этом первым россиянином, кто смог стать призёром этого турнира. В 2009 г. выступал только в польском чемпионате.  Клуб «Фалубаз», за который спортсмен провёл 2 гонки, стал чемпионом Польши.
В 2011 году вернулся в спорт, теперь в составе тольяттинской Мега-Лады. После сезона 2012 года, завоевав бронзу и серебро КЧР, завершил карьеру.

### Среднезаездный результат
| Лига        | 2007          | 2008              | 2009              | 2010 | 2011            | 2012            |
| ----------- | ------------- | ----------------- | ----------------- | ---- | --------------- | --------------- |
| Флаг России | 2,140 Турбина | 1,780 Турбина     | -                 | -    | 1,667 Мега-Лада | 1,400 Мега-Лада |
| (E)         | -             | 1,167 Зелёна-Гура | 0,333 Зелёна-Гура | -    | -               | -               |

## Достижения
| - Чемпионат России по спидвею среди юношей в командном зачёте — 1 место (2005, 2006, класс 125), 2 место (2004, класс 125) в личном зачёте — 2 место (2005, класс 125), 3 место (2004, класс 125), 2 место (2006, класс 80) - Чемпионат России по спидвею среди юниоров до 19 лет: в личном зачёте — 1 место (2007), 2 место (2008) - Чемпионат России по спидвею среди юниоров до 21 года: в командном зачёте — 1 место (2007), 2 место (2008, 2011, 2012) в парном зачёте — 1 место (2008), 2 место (2011, 2012), 3 место (2007) в личном зачёте — 3 место (2007, 2008) - Чемпионат России по спидвею в командном зачёте — 2 место (2007, 2012), 3 место (2008, 2011) | Мемориал Евгения Леошкина — 2 место (2012, Балаково) |  |

## Проблемы с законом
11 октября 2009 года в Балаково в состоянии алкогольного опьянения управлял автомобилем, проигнорировал требования сотрудников ГИБДД остановиться и пытался скрыться. При задержании оказал сопротивление и, согласно версии СК, «причинил инспектору ГИБДД телесные повреждения и повредил форменный бушлат». Был признан виновным в совершении преступления, предусмотренного ч.1 ст.318 УК РФ (применение насилия не опасного для жизни или здоровья в отношении представителя власти в связи с исполнением им своих должностных обязанностей) и приговорён к 2 годам лишения свободы с отбыванием наказания в колонии-поселении
В апреле 2016 года был госпитализирован с огнестрельным ранением в результате ссоры со своим знакомым, осуждённым позднее на 2 года 3 месяца колонии строгого режима.
В сентябре 2016 года лишён водительских прав за невыполнение требования сотрудника ГИБДД о прохождении медосвидетельствования на состояние опьянения. 30 декабря 2016 года в Балаково, по сообщениям СМИ, будучи за рулем ВАЗ-2113, врезался в автомобиль ДПС, после чего пытался уйти от погони и на большой скорости насмерть сбил 68-летнюю женщину. Возбуждено уголовное дело по части 4 статьи 264 УК РФ. В июне 2017 года был приговорён к 4,5 годам колонии-поселения.